# Syllegomydas dispar
Syllegomydas dispar is een vliegensoort uit de familie Mydidae. De wetenschappelijke naam van de soort is, geplaatst in het geslacht Midas, voor het eerst geldig gepubliceerd in 1852 door Loew.
De soort komt voor in Mozambique.